# Frývaldovská stávka
Frývaldovská stávka se uskutečnila 25. listopadu 1931 nedaleko okresního města Frývaldov (dnes Jeseník), v obci Dolní Lipová. Protestní pochod proti propouštění a snižování mezd dělníků pracujících převážně v kamenolomech skončil střelbou zasahujících četníků a smrtí 8 demonstrantů, dalších 13 bylo těžce raněno.

## Příčiny

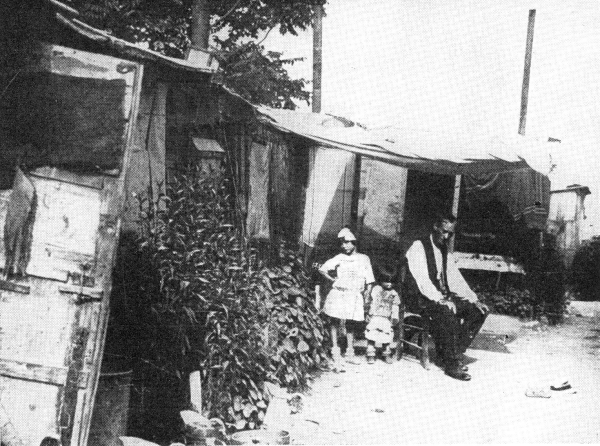
Obydlí nezaměstnaných za První republiky (konkrétně na pražské periférii)

Velká hospodářská krize, která začala v roce 1929, se do Československa dostala oproti jiným zemím se zpožděním, ovšem se stejnou, místy větší intenzitou. Malá, na export zaměřená ekonomika byla v důsledku omezení dovozu v ostatních zemích silně postižena a pokles výroby i zvyšující se nezaměstnanost se týkala především oblastí s větším podílem lehkého nebo textilního průmyslu. Tato odvětví byla soustředěna zejména v příhraničních oblastech státu se silnou německou menšinou. Zasažena byla také těžba kamene a zemin, ve kterém pracovalo zhruba 5% všech obyvatel ČSR, z toho 40 % Němců, jejichž podíl se v příhraničních územích zákonitě zvyšoval. Nezaměstnanost během Velké hospodářské krize v ČSR kulminovala až v březnu 1933, kdy bylo registrováno na 978 000 nezaměstnaných, ale již v listopadu 1931 se jednalo o zhruba půl milionu nezaměstnaných. Mezi pracující i propuštěnými dělníky měly nezanedbatelný vliv tzv. Rudé odbory, kontrolované KSČ, které měly rozhodující podíl na organizaci stávek. Na Frývaldovsku bylo v té době na 124 lomů na žulu a mramor.
10. listopadu 1931 proběhla v obci Frýdberk (dnes Žulová), na severozápadě dnešního okresu Jeseník, úspěšná stávka dělníků dožadující se ukončení propouštění v kamenolomech a vrácení mezd na úroveň před snížením. Překvapivé prosazení požadavků demonstrujících dodalo dělníkům sebevědomí a bylo tak ulehčeno rozhodnutí o uskutečnění další stávky, tentokrát formou tzv. hladového pochodu na okresní město Frývaldov.

## Průběh

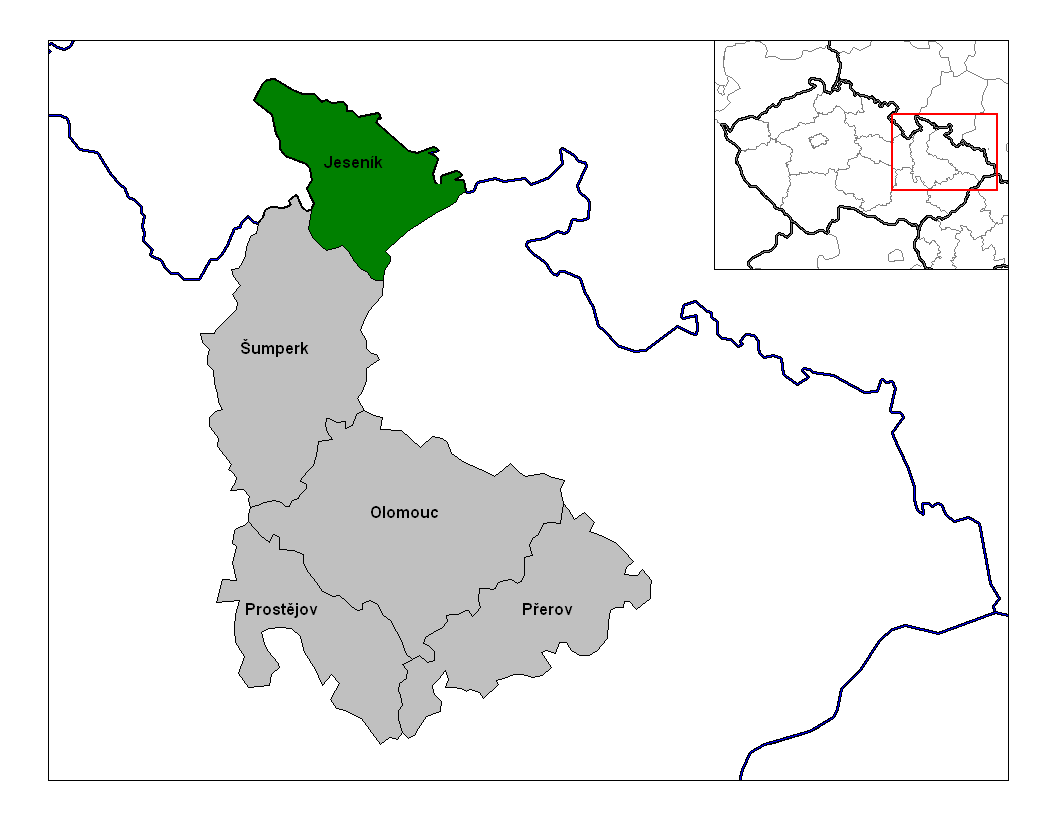
Dnešní okres Jeseník, v roce 1931 politický okres Frývaldov (Politischer Bezirk Freiwaldau)

Od rána 25. listopadu docházelo k shromažďování demonstrantů, mimo jiné v obci Vápenná, tehdy Zighartice, kde také došlo k prvnímu střetu demonstrantů s četníky. Přes výzvu davu, aby se rozešel, jelikož stávka je oficiálně zakázaná, se procesí dělníků vydalo na cestu do Frývaldova. Skupina 14 četníků pod velením nadporučíka Jirkovského s rozkazem nevpustit protestující do města přehradil dělníkům cestu v obci Dolní Lipová. Policisté zatarasili cestu davu, který po nich v návalu emocí začal nejpravděpodobněji házet kamení, při čemž byl zraněn v obličeji velitel zásahu Jirkovský a na čas nešťastně ztratil vědomí (ovšem podle pozdějšího vyšetřování se jednalo pouze o slovní útoky). V nepřehledném místě za křižovatkou se dav čítající zhruba 700 dělníků, z nichž byli někteří ozbrojeni dřevěnými holemi a podporovaní jedním z komunistických poslanců (nejspíše poslancem Hádkem), rozhodl pokračovat v pochodu. V tu chvíli však začali četníci pálit puškami do davu. Bilance jejich zásahu byla tragická – 8 mrtvých a 13 těžce raněných, k tomu další lehce ranění.
Všech 8 zabitých bylo německé národnosti, z toho 2 ženy, mezi nimi i Anna Luxová, které bylo v osudný den pouze 14 let. Zabití byli většinou členové a sympatizanti komunistické nebo německé sociálnědemokratické strany, ale byli mezi nimi i částečně sympatizanti německé národně socialistické strany. Právě ekonomické a národnostní problémy sudetských Němců měly za následek stále větší příklon těchto složek obyvatelstva ČSR k extremistickým nacionalistickým stranám, z nichž nejvýznamnější byla po roce 1933 Sudetoněmecká strana (SdP) Konrada Henleina.

## Stávka 13. listopadu 1931
12. a 13. listopadu 1931 po úspěšné stávce dělníků v Žulové a následně Vápenné podnikatelé splnili všechny dělnické požadavky (navrácení snížených mezd do původní hodnoty a příslib zlepšení pracovních podmínek, zejména v oblasti bezpečnosti práce) a stávka byla ukončena. Již 21. listopadu 1931 kamenoprůmyslníci, jejichž finanční situace se vlivem hospodářské krize neustále zhoršovala, reagovali snížením mezd a částečným, v některých případech i úplným propuštěním svých zaměstnanců. Firma Gessler a spol. byla nucena dát všem svým zaměstnancům ve Vápenné výpověď. Firma Rössner z Vidnavy propustila 40 % svých zaměstnanců. V Supíkovicích bylo propuštěno 150 dělníků apod. Jednalo se o záležitost, která se týkala celého okresu. Dle Martina Buchlovského měla na průběh následujících událostí vliv právě úspěšná stávka ze Žulové. 

## Události 25. listopadu 1931
25. listopadu 1931 směřoval jeden proud protestujících dělníků (ze Supíkovic, Písečné, Mikulovic a Zlatých Hor) z Písečné do Jeseníku. V Písečné se jim postavil do cesty kordon četníků vedený kapitánem Oskarem Pluskalem. Tento kordon dělníci obešli a v jednotný celek se asi 300 osob spojilo v České Vsi. Četníci se ale pomocí autokarů přemístili a u mostu přes řeku Bělou se rozestavili znovu do kordonu: „Tam dělníkům opět oznámili, že demonstrace je zakázaná a že do Jeseníku bude vpuštěna jen pětičlenná delegace. Pětice byla vpuštěna a zbytek byl opět vyzván k rozchodu. Dělníci se nechtěli jen tak vzdát, a tak četníci zasáhli obušky. “ Pokus o obejití četníků se nezdařil kvůli připravovanému vojenskému cvičení.  Tím tato část skončila.
Druhý proud dělníků vyrazil z Vápenné, kde se v 8.15 ráno začali shromažďovat pracující i nezaměstnaní, všichni ti, co chtěli poukázat na svou neutěšenou situaci, bídu a touhu po zaměstnání. Okresní četnický velitel ve Frývaldově nadporučík Jindřich Jirkovský zde vyzval třikrát dělníky k rozchodu, ale jeho výzvy nebylo uposlechnuto. Četníci tedy dav pomocí obušků rozehnali. Žádné další četnické zásahy nejsou doloženy (ani dle výpovědí dělníků). Poté nadvakrát četníci odjeli autokary směr Frývaldov. Prvně odjel nadporučík Jirkovský se 14 muži a Na Pomezí narazil na demonstranty. Zde vyzval jedenkrát dělníky k rozchodu, čehož bylo zřejmě uposlechnuto. 
Pak: „Četníci nastoupili zpět do autobusu a pokračovali v jízdě do Frývaldova. Autobus projížděl mezi dělníky, kteří zejména ve velké serpentině ani na opakované signály trubkou neuhýbali z cesty. Dokonce bylo po autobusu házeno kamením a okenní tabule byly vybity. Žádný z četníků zde nebyl zraněn, přesto je důležité všimnout si již důležitého faktu, a to že dělníci již v tomto místě byli ozbrojeni kamením a klacky, což lze opět doložit i jejich vlastními výpověďmi, jakož i výpověďmi četníků. “ Po příjezdu do Jeseníku se Jirkovský rozhodl vrátit a pokusit se zadržet dělníky na křižovatce v Dolní Lipové (dnes Lipová-lázně), když se dozvěděl, že druhý autobus se zbytkem četníků se vydal stejnou cestou. Četníci se zde seřadili do dvojitého kordonu asi 25 metrů od křižovatky. Patnáct četníků se zde setkalo se zhruba 700členným davem dělníků (a jejich sympatizantů). Velká část dělníků, ale stála za křižovatkou (v zatáčce z pohledu četníků) a tudíž nemohla kordon četníků vidět a pro hluk, který způsobuje velký počet lidí ani slyšet. Tyto zadní řady však neustále tlačily na přední řady, a tak se dav demonstrujících dělníků stále více přibližoval ke kordonu četníků. 

## Srážka v Dolní Lipové
Původně šly v čele průvodu ženy a děti, avšak pak se do čela průvodu dostali muži s holemi v rukou. „Situace četnického kordonu, který čítal pouhých patnáct lidí, se stala hrozivou. V davu dělníků se dopředu prodírali muži, na četníky začalo dopadat kamení a padly také první rány dlouhými dřevěnými holemi. Za velikého řevu začal krátký boj zblízka, v němž četníci nemohli dlouho odolávat. Npor. Jirkovský dal povel k zásahu obušky, které byly ale proti až metr a půl dlouhým holím víceméně směšným nástrojem. “ Nadporučík Jirkovský byl napaden klacky, dostal ránu do helmy, která byla promáčknuta a následně byl i dvakrát zasažen letícím kamenem do hlavy. První kámen mu roztrhl levou tvář a druhý jej zasáhnul do pravého spánku, takže byl omráčen a klesl na koleno. Praporčík Grygar byl zraněn velmi prudkou ranou klackem do hlavy. Další četníci byli oslepeni solí s pepřem, kterou po nich vrhaly zejména ženy. Další četníci utrpěli podlitiny či zranění. Strážmistr Dundr utrpěl lehký otřes mozku. Jeho přilba byla dokonce proražena na čtyřech místech. Poškozeny byly helmy devíti četníků. „...veškerá tato zranění byla zjištěna a potvrzena civilními lékaři. “ V kordonu četníků se začaly objevovat trhliny a demonstranti se začali pomalu dostávat za kordon skrze okolní živé ploty. 
„V tom momentě strážmistr Samek, který chránil (napadeného) npor. Jirkovského před demonstranty (sám byl přitom lehce zraněn na rameni), uslyšel rozkaz "salva“ a „pal“, a to „patrně z úst tohoto důstojníka“. Také většina ostatních četníků slyšela tento povel. Npor. Jirkovský ovšem vypověděl, že takový povel nedal, naopak že ihned dával šavlí znamení k ukončení střelby. „
Shrnuto: zbraněmi dělníků byly dřevěné hole, kamení a pálivá směs koření (a soli). Dělníci tedy byli ozbrojeni a mezi nimi a četníky došlo k boji. Střely z četnických karabin při střelbě pronikaly i dvěma těly. Střelba trvala jen krátce. Výsledkem ale i tak bylo: "6 mrtvých na místě, 14 těžce zraněných - dva z nich po převozu do jesenické nemocnice zemřeli.“ K tomu minimálně 18 lehkých zraněných. 
Mrtví:
Rudolf Hauke (18 let, momentálně bez zaměstnání),
Heinrich Gröger (24 let, nezaměstnaný),
Rudolf Weese (20 let, pomocný podkovář),
Stefan Glatter (40 let, kameník),
Rudolf Grötzner (31 let, kameník),
Josef Weiser (kameník),
Hermine Gottwald (33 let, zaměstnaná ve vápence),
Anna Lux (14 let, zaměstnaná u firmy Latzel) (s. 25).
Zajímavé jsou i výpovědi místních obyvatel. Košíkář Hermann Flassig udal, že četnický velitel vyzýval třikráte demonstranty k rozchodu a že přitom mával šavlí, na to demonstranti reagovali zvednutím holí a s velkým řevem se drali kupředu. Obchodník Jung navíc uvedl, že po srážce shledal, že silnice byla poseta kamením, které si demonstranti sebou přinesli. V době kdy Jirkovský vyzýval demonstranty rozchodu, přijel na motorovém kole od Jeseníku komunistický poslanec Hádek s kameníkem Brackem. Poslanec sestoupil a postavil se za četnický kordon a dle výpovědi strážmistra Šika dával dělníkům dvakrát znamení mávnutím ruky shora dolů, patrně v tom úmyslu, aby dav prorazil četnický kordon. Hádka viděl i strážmistr Keprt.  Snad měl padnout ze strany dělníků i jeden výstřel.

## Podobné incidenty
Nejednalo se o první incident tohoto druhu, který se v mladé československé republice odehrál. Tvrdé zásahy prvorepublikového režimu se projevovaly zejména zpočátku 30. let, kdy se do země začala dostávat celosvětová ekonomická recese. V roce 1930 byl střelbou zastaven nelegálně zorganizovaný průvod dětí a mládeže vedený komunistickým poslancem Václavem Kopeckým, při němž policisté zranili 5 dívek ve věku od 13 do 24 let. Další, ještě brutálnější incident se odehrál v severočeském Duchcově během tzv, „hladových bouří“ v únoru 1931, které vznikaly jako reakce na vyhlášení 25. února mezinárodním dnem boje proti nezaměstnanosti Kominternou. Při tzv. Duchcovské stávce, jíž se účastnili nezaměstnaní i zaměstnaní byli zabiti 4 lidé. Přestože se hospodářská krize v průběhu let ještě prohloubila, k podobným střetům již nedocházelo.

## Důsledky
28. listopadu 1931 se konal pohřeb obětí, který byl využit k projevení odporu se zásahem silových složek státního aparátu, a při kterém došlo kromě demonstrace v místě obřadu také k další protestní stávce v oblasti Frývaldovského okresu. Na smutečním ceremoniálu přednesl svůj projev mimo jiné i poslanec KSČ a pozdější prezident republiky Klement Gottwald.

## Pohřeb a sbírky

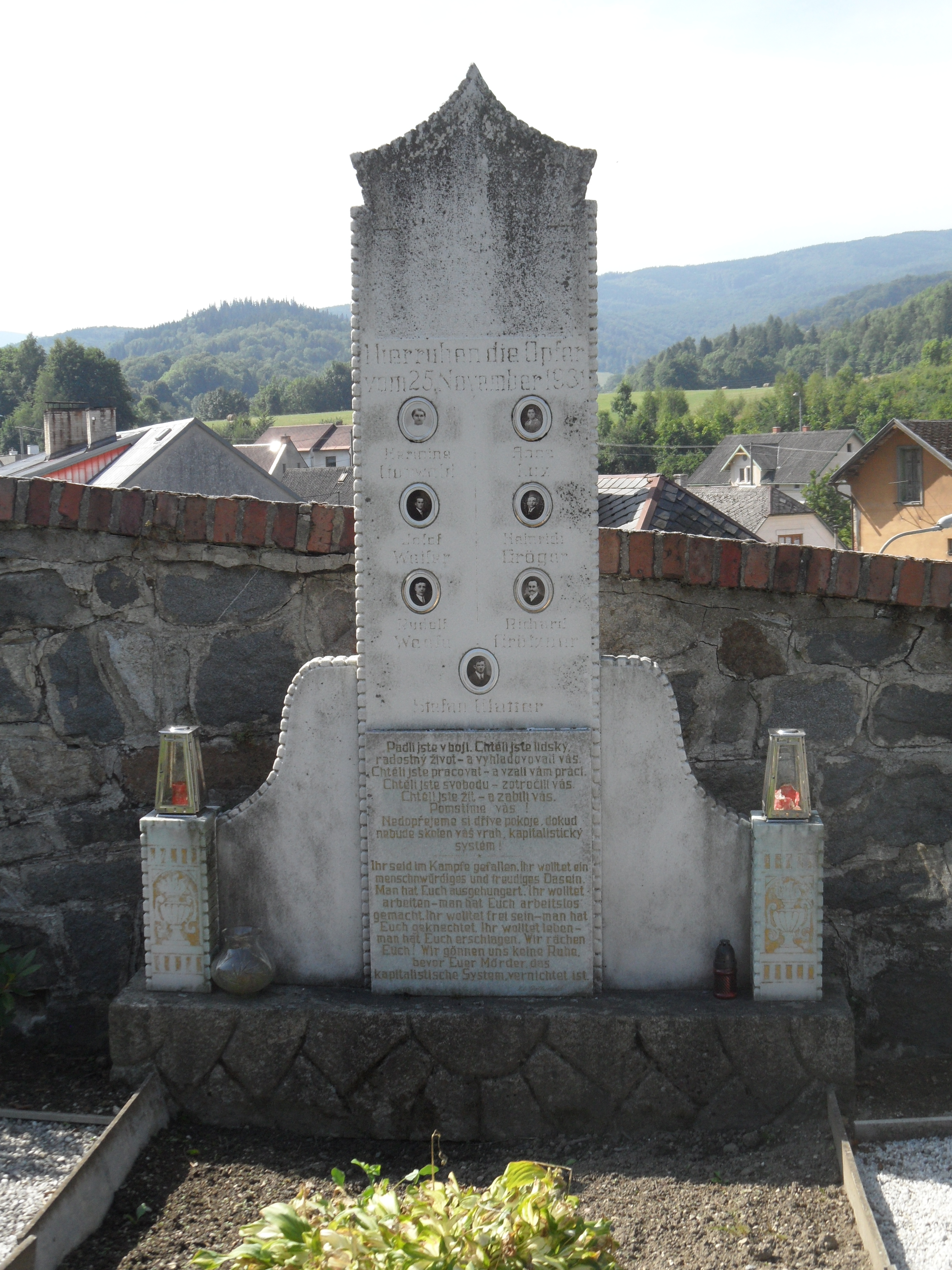
Památník obětem frývaldovské stávky v obci Vápenná

Pohřeb se konal 28. listopadu 1931. Pohřeb jedné z obětí se konal v Dolní Lipové. Sedm obětí bylo pohřbeno ve Vápenné. Pohřeb se stal masovou demonstrací. Ve Vápenné se objevilo několik osobností: mimo Klementa Gottwalda komunistka Anežka Hodinová-Spurná a představitel nacionálních socialistů Zogellman z Opavy. Po tragédii probíhaly sbírky na pozůstalé (například v Osvobozeneckém divadle – 12 000 korun pro nezaměstnané do Vápenné anebo v lázních Jeseníku – 3 945 korun pozůstalým) 

## Role KSČ a shrnutí stávky
Historik Martin Buchlovský podává následující závěry:
- „Jak z výpovědí četníků a dělníků, tak i z novinových článků a rozhodnutí vojenského soudu jasně vyplynulo, že propaganda a štvavá agitace Komunistické strany Československa, zosobněná v osobách poslanců Babela a Hádka, jakož i senátora Langera, byly jedním z důvodů, proč došlo na křižovatce v Dolní Lipové ke střílení do dělníků. “ [12]
- "Není také pravdou, že by dělníci nebyli ozbrojeni. Neměli sice palné zbraně, ani s ozbrojeným střetem vlastně nepočítali a nechtěli jej, nicméně se kameny (navíc v rukou kameníků!) a dlouhé hole staly velmi nebezpečnými zbraněmi, což měli téměř všichni četníci poznat na vlastní kůži." Četníci se museli bránit útoku dělníků, a to nejprve pomocí svých obušků, v kritické situaci sáhli po svých karabinách (nicméně se domnívá, že se mohla snad použít zastrašovací střelba - třeba do vzduchu, a že tragédii snad šlo zabránit). [13]
- Není pravdou (jak se původně uvádělo), že by Anna Luxová neměla se stávkou nic společného. Anna stejně jako její sestra Rosa se aktivně zapojily do stávky dělníků.[14]
- Není pravdou, že by tzv. Frývaldovská stávka byla jakkoli nacionální. „V roce 1931 a konkrétně při událostech tzv. Frývaldovské stávky však národnostní otázka nehrála žádnou roli. “[14]
- „Postup četníků byl uznán vojenským soudem za správný a v dané situaci za jediný možný. Právně tedy bylo vše v pořádku. “ [15]*Dle něj byla na vině rozhodně KSČ, na vině byla i hospodářská krize a stoupající bída a hlad, na vině je částečně postup četníků a na vině jsou i částečně samotní dělníci. [16]V roce 1961 byl nedaleko místa krveprolití vybudován nákladný pomník znázorňující pochodující dělníky od sochaře Rudolfa Doležala, zhotovený v monumentálním stylu socialistického realismu (předcházel mu pomník jiný). Po Vítězném únoru se místo stávalo dějištěm pietních i politických akcí.

Odpor proti zásahu četníků projevili také tehdejší umělci První republiky formou výzvy Nelze mlčet, ke které se přihlásili například Ivan Olbracht, F. X. Šalda, Josef Hora, Václav Vydra nebo Marie Majerová. Básně s tématem frývaldovské tragédie se odrazila i v básních Vítězslava Nezvala či Josefa Kocourka, nebo v knize Julia Fučíka Frývaldov 1931. Jan Werich a Jiří Voskovec v rozhořčení nad touto zprávou napsali první vyloženě politickou hru Caesar.